# Henry Percy, IV conte di Northumberland
Henry Percy (Leconfield, 1449 – South Kilvington, 28 aprile 1489) fu il terzo conte di Northumberland.

## Biografia
Era figlio di Henry Percy, III conte di Northumberland e di Eleanor Poynings.
Mentre il resto della famiglia Percy prese le parti dei Lancaster durante la guerra delle due rose, Henry fu l'unico a combattere per la fazione York. Suo padre era morto nella battaglia di Towton vinta dagli York che presero come bottino di guerra la contea di Northumberland. Il giovane Percy passò l'adolescenza chiuso a Fleet Prison per poi essere trasferito nel 1464 nella Torre di Londra.
Nel 1465 John Neville, I marchese di Montagu si fece chiamare conte di Northumberland al posto del legittimo erede. Percy opportunamente giurò fedeltà ad Edoardo IV d'Inghilterra e venne rilasciato nel 1469. Fece inoltre richiesta per riavere titoli e proprietà della famiglia Percy, grazie al supporto del re. John Neville dovette abbandonare il titolo ma venne insignito marchese di Montagu nel 1470. La restaurazione effettiva del titolo arrivò solo nel 1473 per atto del parlamento. L'anno seguente fu anche creato cavaliere dell'Ordine della Giarrettiera.
Nei dodici anni seguenti, Percy ricoprì diversi importanti incarichi di governo nel nord del paese, tra cui Sovrintendente delle marche dell'est, tradizionale ruolo ricoperto dalla famiglia Percy. Comandò le riserve Yorkiste nella battaglia di Bosworth Field il 22 agosto 1485. Percy tuttavia non impegnò mai le sue forze nella battaglia. La sua inattività giocò una parte importante nella sconfitta e morte di Riccardo III. Gli storici hanno il sospetto che Percy avesse tradito il re a favore di Enrico Tudor. Altra ipotesi semplicemente ritiene che le forze di Percy non fossero in grado di difendere il re. Se la prima teoria è vera, Enrico Tudor avrebbe dovuto apprezzare le intenzioni di Northumberland; quest'ultimo invece venne arrestato insieme a Ralph Neville, III conte di Westmorland e a Thomas Howard, II duca di Norfolk. Venne tenuto prigioniero per parecchi mesi prima di giurare fedeltà al nuovo re. Una volta rilasciato, riottenne i titoli nobiliari e le sue cariche.
Nell'aprile del 1489 Percy stabilì temporaneamente la propria residenza nelle sue proprietà nello Yorkshire. Enrico VII si era da poco alleato con Anna di Bretagna contro Carlo VIII di Francia. Per finanziare l'azione militare vennero imposte altre tasse alla popolazione. Sir John Egremont condusse nello Yorkshire una rivolta in segno di protesta. Mentre Percy si stava avvicinando alla città, venne preso di mira dai rivoltosi e linciato dalla folla. Venne sepolto a Beverley Minster.

## Discendenza
Dal matrimonio con Maud Herbert, sposata tra il 1473 ed il 1476, ebbe otto figli:
- Henry Algernon Percy, V conte di Northumberland (14 gennaio 1478 – 19 maggio 1527); sposò Catherine Spencer;
- Alianore Percy (?-1530), che sposò Edward Stafford, III duca di Buckingham;
- Sir William Percy (?-15 settembre 1540), che sposò Agnes Constable e poi una donna conosciuta come "Margaret Percy";
- Alan Percy (1479-?), divenne Maestro del Master of St John's College, Cambridge;
- Josceline Percy (1480–1532), sposò Margaret Frost;
- Arundel Percy (1483–1544);
- Anne Percy (27 luglio 1485 – 1552); divenne la seconda moglie di William FitzAlan, XVIII conte di Arundel.
- Elizabeth Percy.